# Petar Kružić
Petar Kružić (oko 1490. – okolica Solina, 12. ožujka 1537.), bio je hrvatski vojskovođa, kapetan kliški i senjski, te knez kliški. Oko 1513. godine službovao u Klisu i postao kapetan 1520. godine, a od 1522. godine kapetan Senja. Pobijedio je Turke 1524. godine kraj Klisa i opet 1525. godine kraj Senja, a 1532. godine oslobodio je Solin od turske vlasti. Jedan od najvažnijih hrvatskih ratnika u protuturskim ratovima. Poginuo je prigodom turskog osvajanja Klisa.

## Podrijetlo
Petar Kružić bio je rodom iz mjesta Krug u Nebljuhu, kotaru Lapačke županije. No, kasniji su ga kroničari, polihistori i povjesničari, najčešće iz lokalpatriotskih razloga, pokušavali prisvojiti i predstaviti kao jednoga od svojih zemljaka jer je uživao nevjerojatnu popularnost kao protuosmanski borac, osobito u predjelima iz kojih su i potekli branitelji Klisa.
Neke od teorija o podrijetlu Petra Kružića:
- Teorija koja je istinita je ona da Petar Kružić potječe iz mjesta Krug u Nebljuhu, po kojem je i dobio prezime Kružić.
- Teorija da je Petar Kružić rođen u Poljicima, ta teorija nastala je jer je mnogo branitelja Klisa bilo iz Poljica.
- Teorija da je Petar Kružić podrijetlom iz Trsata[3] (Vitezović).[4]
- Teorija da je Petar Kružić rođen u Lupoglavu (Valvasor).[4]
- Teorija da je Petar Kružić rođen u Zvečaju na rijeci Mrežnici, istočno od Bosiljeva (Perojević,[4] Lopašić).

O njegovim roditeljima nije ništa poznato, a zna se kako je imao dvije sestre, Jelenu i Katarinu.

## Vojno djelovanje
Petar Kružić je svoju vojnu karijeru počeo 1513. godine kad se priključio braniteljima Klisa. Već u početku obavljao je vojnu dužnost podkaštelana, dok ga hrvatski ban Petar Berislavić nije postavio za kapetana Klisa (1518. ili 1519. godine). Petar Kružić krajem 1521. godine imenovan je Senjskim kapetanom, zajedno s Grgurom Orlovčićem kojeg je kralj imenovao za sukapetana Klisa. Oni su te dužnosti obavljali zajedno sve do pogibije Grgura Orlovčića u Bitci na Mohačkom polju.
U veljači 1524. godine Petar Kružić je došao na veću kušnju kada je turski vojvoda Mustafa opkolio Klis s 3000 vojnika, koji se unatoč nestašici vode i hrane držao 2 mjeseca. Petar Kružić je netom prije opsade otišao u Senj gdje je sa svojim sukapetanom Grgurom Orlovčićem okupio 1500 pješaka i 60 konjanika (u okupljanju ove vojske mnogo je pridonio i Toma Niger koji je donio Papinu pomoć u novcu, naoružanju i hrani), te s 40 brodova ploveći samo noću stigao do Solina gdje su se iskrcali 10. travnja, odakle su krenuli prema Klisu gdje su razbili vojsku koja je opsjedala Klis, zajedno s nekoliko uskočkih vojnika predvođenih banom Nehorićem koji su došli iz svoje tvrđave, danas u Neoriću. Za tu akciju kralj Ludovik je darovao Kružiću i Orlovčiću kaštel Breznicu.
Godine 1525. pobijedio je Turke kod Senja. U lipnju iste godine, zajedno s Krstom I. Brinjskim Frankapanom, doveo je pomoć opkoljenomu Jajcu.
Unatoč uspješnim obranama i pobjedama Klis nije imao predaha, a nakon bitke na Mohačkom polju 1526. godine i pada Obrovca započeli su teški dani za okruženi grad.
Prilike na bojnome polju u Hrvatskoj južno od Velebita bile su sve teže, djelomično i zbog nedostatne pomoći koja je pristizala od kralja Ferdinanda. Njegovu je blagajniku Kružić još 1528. godine uputio potresno upozorenje: 
Turci su stalno vrebali i kružili, a 4. lipnja 1532. godine u vrijeme izbivanja kapetana Kružića koji je otišao po pomoć, velika turska vojska je pod vodstvom Mlečanina Nikole Querinija uspjela preko izdajnika zauzeti Klis. Međutim ubrzo je Kružić sa svojih 2000 ratnika doplovio iz Ancone i s lakoćom oslobodio Klis, a 18. rujna uspio je osvojiti i manju tursku utvrdu u Solinu. Kapetan Kružić je savjetovao kralju Ferdinandu I. neka iskoristi tu pobjedu tako što bi sagradio utvrdu na solinskom polju, ali od toga nije bilo ništa. U to doba su i Mlečani stvarali probleme želeći zauzeti Klis, ali papa Klement VII. i papa Pavao III. su puno pomagali Kružića, tako je i sam sultan Sulejman I. izjavio da je Klis "papinski grad".
Nakon još nekoliko bezuspješnih pokušaja 1535. godine Turci su probali osvojiti Klis izdajom. Tako su podmitili uskoka Matu Tvrdosalića kojih ih je pustio u grad na zadnju noć poklada, ali je o svemu prethodno obavijestio svoje uskoke koji su im tako pripremili "lijepo" i nezaboravno iznenađenje.
Krajem kolovoza 1536. godine skupila se velika turska vojska koja je obnovila utvrdu u Solinu i izgradila još dvije kako bi potpuno ogradila Klis i tako ga prisilila na predaju. Kliška posada se je kao i uvijek hrabro i junački branila, a kad je u ožujku 1537. godine stigla pomoć s mora, 3000 njemačkih vojnika kralja Ferdinanda Habsburškog i 700 talijanskih vojnika koje je poslao papa Pavao III., i još nekoliko Uskoka bana Nehorića s kopna, zajedno su navalili predvođeni kapetanom Kružićem i njegovom vojskom, te su uspjeli razvaliti dvije turske utvrde. Provaljujući u posljednju utvrdu, iznenada se pojavio Murat-beg sa svojih 2000 vojnika koji su navalili na kršćane divlje urlajući, pa su talijanski i njemački vojnici misleći da Turaka ima puno više nego njih stali bježati prema obali. Kružić je pokušavao zaustaviti i smiriti redove kršćanske vojske, ali sve je bilo uzalud. Nije bilo druge, pa su on i njegovi ratnici tražili spas povlačeći se prema obali gdje su bile kršćanske lađe. Petar Kružić, koji je među zadnjima došao do obale, nije se uspio izvući. Ubrzo su ga opkolili Turci, a kapetan je junački poginuo.
Kako su Klišani ostali bez izvora vode i svoga kapetana koji je svojim junaštvom pronio glas o Hrvatskoj diljem kršćanskog svijeta, nije bilo druge nego prihvatiti ponudu Turaka koji su im obećali slobodu ako im mirno prepuste grad. Tako je Klis 12. ožujka, na blagdan sv. Grgura, 1537. godine došao pod tursku vlast. Građani grada Klisa su se raselili na sve strane, a mnogi uskoci su otišli u Senj, odakle su nastavili ratovati protiv Turaka.
Kružiću su Turci odsjekli glavu a njegovo tijelo pokopano je u kapeli sv. Petra kraj franjevačke crkve BDM na Trsatu. Kružićeva sestra Jelena njegovu je glavu za 100 dukata (uz posredovanje Bartola Kačića) ↓1 kasnije otkupila od Turaka, te je i Kružićeva glava stavljena u grobnicu zajedno s tijelom. Kapela sv. Petra s grobnicom za Petra Kružića sagrađena je dvije godine nakon njegove smrti. Na grob stavljena je ploča ↓2 s latinskim natpisom: 
HOC PETRI CRVSSICH MARMOR TEGIT OSSA PEREMPTI
PROH DOLOR A TVRCIS, QVOS SEGNA, CLISSAQVE NVNQVAM
VIVENTE TIMVIT. MORS CORPVS, SPITITVS ASTRA
POSSIDET ET CESTAS CELEBRAT RES FAMA PERENNIS SVPERSTES&
ELOGIVM PIE APPOSITVM
MAVSOLEO CLARISSIMI EQVITIS
AVREATI PETRI CRVSSICH
MDXXXVII.
(U prijevodu na hrvatski jezik: Ova kamenita ploča pokriva kosti Petra Kružića, kojega Turci, jaoh, pogubiše. Dok je on bio živ, Senj i Klis nikada se ne bojahu Turaka. Zemlja uze njegovo tijelo, nebo i dušu. A njegovo junaštvo raznosi po svijetu neumrla slava. Ovaj je natpis postavljen na grob slavnog viteza Petra Kružića g. 1537.).
Na jednoj od tri ploče u osi oltara Svetog Petra u crkvi Gospe Trsatske u podu stoji latinski natpis koji u prijevodu znači: Ovdje je pohranjena glava presvijetloga kliškog viteza Petra Kružića, † 1537. ↓3

## Potomci
Od Kružićeve djece poznati su samo sin Franjo, kojega je imao sa suprugom Jerolimom, nezakoniti sin Ivan, a spominje se i Juraj Jakov. Karlovački povjesničar Radoslav Lopašić u svom djelu Oko Kupe i Korane kaže da su se rođaci Petra Kružića još 1533. godine sklonili pod tada frankopanski grad Kladušu, a u drugoj polovici 16. stoljeća naseljeni su u naselje Zadobarje (Zadoborje) uz rijeku Dobru kraj Karlovca. Potomci ove obitelji, od koje potječe Ivan Kružić koji je 1650. godine bio sudac zagrebačke županije, cijelo su to vrijeme održali prezime i svijest o svom plemenitom podrijetlu čuvajući svoja starinska obiteljska pisma iako su stoljećima živjeli kao obični seljaci. Legenda govori da je središte Zadobarja, Klistra, nazvana tako upravo u spomen na junačku obranu Klisa i njegovog zapovjednika Petra Kružića. Po njima se naziva i jedan od zadobarskih zaselaka koji se često isticao kao zasebno naselje.